# Піщана (притока Осколу)
Піща́на — річка в Україні, у Куп'янському районі Харківської області. Ліва притока Оскілу (басейн Сіверського Донця).

## Опис
Довжина 16  км, похил річки — 1,9 м/км. Формується з багатьох безіменних струмків та 1 водойми. Площа басейну 144 км².

## Розташування
Піщана бере початок в селі Табаївка. Тече переважно на південний захід в межах села Піщане і в селі Колісниківка впадає у річку Оскіл (Оскільське водосховище), ліву притоку Сіверського Донця.